# 中京交通
有限会社中京交通（ちゅうきょうこうつう）は、京都府南丹市に本社を置くバス事業者である。社団法人日本バス協会の会員にはなっていない。

## 沿革
- 1984年（昭和59年）4月 - 有限会社園部レンタカーを設立。
- 1999年（平成11年）8月15日 - 有限会社中京交通を設立。
- 2005年（平成17年）4月1日 - 「ぐるりんバス」を運行開始。
- 2024年（令和6年）4月1日 - 園福線（えんぷくせん、西日本ジェイアールバスの代替路線）を運行開始。同時にICOCAを導入。交通系ICカード全国相互利用サービス対応のICカードも利用可能となるが、PiTaPa交通利用エリアではないため、PiTaPaで乗車する場合はプリペイド方式となる[1]。また、車内でのチャージには対応していない。

## 路線

### ぐるりんバス（南丹市のうち旧園部町域）
「ぐるりんバス」は、旧船井郡園部町で運行していた京都交通の廃業に伴う生活交通路線確保のため、園部町のコミュニティバスとして2005年4月1日から運行を開始した。2006年1月1日には園部町などが合併し南丹市が発足したことで、南丹市のコミュニティバスとなる。中京交通は運行管理業務を受託している。
2019年10月1日の改正では、新光悦村工業団地への通勤や沿線住民の通勤、町立園部小学校児童の通学手段の確保、商業施設へのアクセス向上などを目的にして、ぐるりんバス新光悦村線が開業した。
2024年4月1日から交通系ICカードの利用が可能となる。「ぐるりんバス」は簡易端末での対応となる。

#### 10系統　西本梅癒しの森線
- 榎→るり渓→るり渓橋→大河内→法京→るり渓口→天引→八阪→南八田→西小前→埴生→農芸高校→若森→殿谷→八乙女口→南八田→るり渓橋→るり渓→榎
- （西小前→）南八田→八乙女口→殿谷→若森→農芸高校→埴生→西小前→南八田→るり渓橋→るり渓（降車のみ）→榎（降車のみ）→大河内→法京→るり渓口→天引→八阪（→南八田）（平日のみ運行）
- 西小前→南八田→八乙女口→殿谷→若森→農芸高校→埴生→西小前→南八田→八阪→天引→るり渓口→法京→大河内→るり渓橋→るり渓→榎→通天湖→奥るり渓（土曜・日曜・祝日のみ運行）
- 南八田→るり渓橋→るり渓（降車のみ）→榎（降車のみ）→大河内→法京→るり渓口→天引→八阪
  - 循環系統で、双方向への便がある。一部西小前始発の便がある。一部便は八阪止になる。
- 南八田～るり渓橋～るり渓～榎～通天湖～奥るり渓（土曜・日曜・祝日のみ運行）
- 南八田～八阪～天引～るり渓口～法京～大河内～るり渓橋～るり渓～榎～通天湖～奥るり渓（土曜・日曜・祝日のみ運行）
  - 榎 - 奥るり渓間は土曜・日曜・祝日のみ運行。一部南八田 - るり渓橋間で天引経由の便がある。
  - 「南八田」バス停で、京阪京都交通・八田線（JR園部駅西口～八田～広野～JR亀岡駅南口）の「八田」停留所へ徒歩連絡し、園部駅方面の京阪京都交通バス便と乗り換えることができる。
  - 「八乙女口」バス停で、京阪京都交通・八田線（JR園部駅西口～八田～広野～JR亀岡駅南口）の「八乙女口」停留所へ徒歩連絡し、園部駅方面の京阪京都交通バス便と乗り換えることができる。

#### 20系統　市街地循環線
- S21系統　園部駅西口→大学校前→城南町→半田口→横田→河原町→園部大橋→本町→園部駅西口
- S22系統　園部駅西口→本町→園部大橋→河原町→横田→半田口→城南町→大学校前→園部駅西口
- S23系統　園部駅西口→大学校前→城南町→市役所前→園部大橋→河原町→横田→半田口→城南町→平成台→小山西町→園部駅西口
- S24系統　園部駅西口→平成台→小山西町→城南町→半田口→横田→河原町→園部大橋→市役所前→城南町→大学校前→園部駅西口

#### 30系統　摩気・園部東部線
- S30系統　園部駅西口→木崎町→曽我谷口→瓜生野→新堂口→船岡駅→高屋公民館→熊原口→越方公民館→船岡駅→新堂口→瓜生野→曽我谷口→木崎町→園部駅西口
- S33系統　園部駅西口→大学校前→城南町→市役所前→園部大橋→河原町→横田→半田口（平日のみ運行）
- S34系統　園部駅西口～大学校前～城南町～市役所前～園部大橋～河原町～横田～半田口～半田～口人～本梅口～口司

#### 50系統　新光悦村線
- S51系統　園部駅西口～平成台～小山西町～城南町～市役所前～園部大橋～長生園前～曽我谷口～新光悦村工業団地2
- S52系統　園部駅西口～平成台～小山西町～城南町～市役所前～園部大橋～長生園前～曽我谷口～瓜生野～新堂口～道の駅京都新光悦村～曽我谷
- S55系統　園部駅西口～木崎町～曽我谷口～新光悦村工業団地2

### 園福線（2024年4月1日より運行）
2024年4月1日、西日本ジェイアールバスの園福線（えんぷくせん、園部駅～桧山～福知山駅）が路線廃止となる（最終運行日は2024年3月31日）。このため、京都府・福知山市・南丹市・京丹波町は「園福線地域旅客運送サービス継続実施計画」のもとで、2024年4月1日から代替路線の運行を開始し、このうち園部駅東口～桧山～菟原～下ノ段（福知山高校三和分校前）間は中京交通が、丹波大身～菟原～下ノ段～福知山駅～市民病院間は京都交通が運行を担当することとなった。
中京交通では、運行開始にあわせて、時刻表を含むバスの運行情報を確認できるバスロケーションシステムのWebサービス「園福線バス予報」を導入するほか、ICOCAやSuicaなどの交通系ICカードの利用が可能となる。但し、PiTaPaはポストペイによる利用は出来ない。
- 60系統（園福線1）　園部駅東口～園部大橋～園部河原町～観音峠～丹波水戸～琴滝道～蒲生～丹波自然運動公園前 京丹波町役場前～須知高校前～九手神社前～京丹波町病院前～桧山
- 65系統（園福線2）　園部駅東口～園部大橋～園部河原町～観音峠～丹波水戸～琴滝道～蒲生～丹波自然運動公園～丹波自然運動公園前 京丹波町役場前～須知高校前～九手神社前～京丹波町病院前～桧山
- 70系統（園福線3）　桧山～京丹波町病院前～丹波和田～丹波梅田～下大久保～丹波大身～菟原
- 80系統（園福線4）　桧山～京丹波町病院前～丹波和田～丹波梅田～下大久保～丹波大身～菟原～細見千束～下ノ段（福知山高校三和分校前）

## 車両
- 「ぐるりんバス」は専用の三菱ふそう・エアロミディMEノンステップバスが使用されている。
- 園福線は園部駅東口～桧山間が専用の三菱ふそう・エアロスターノンステップバス、桧山～菟原～下ノ段（福知山高校三和分校前）間が専用のいすゞ・エルガミオノンステップバスがそれぞれ使用されている。